# Taz Alexander
Taz Alexander est une chanteuse britannique qui a participé aux tournées de Juno Reactor, Alpha-X et Sin e. Elle vit actuellement à Londres, en Angleterre.

## Carrière
Avec Juno Reactor, elle a chanté pour les bandes originales de The Matrix Reloaded, The Matrix Revolutions, Animatrix et Once Upon A Time In Mexico, mais aussi pour Shango, Labyrinth et Gods & Monsters.
Elle a travaillé avec le leader du groupe Alpha-X, Declan Flynn, dont la musique est apparue sur les albums Buddha Bar et, plus récemment, sur l'album A Plea for Sanity . Son travail avec le groupe de musique du monde Sin e, dont elle est membre fondateur et avec lequel elle a beaucoup tourné, a aidé le groupe à réussir avec ses trois albums.
Elle a joué avec des musiciens tels que Christy Moore, Taj Mahal, John Otway et Van Morrison. En 2001, elle chante brièvement avec Steeleye Span. En 2009, le groupe Sunkings sort un nouvel album intitulé Before We Die, avec plusieurs morceaux avec Taz Alexander,.